# Maxime (usurpateur)
Pour les articles homonymes, voir Maxime.
Ne doit pas être confondu avec Magnus Maximus.
Maxime est un usurpateur romain du début du Ve siècle.
Il est acclamé empereur à Tarragone en 409 par Gerontius, son père et le général de l'usurpateur Constantin III, qui administre l'Hispanie en l'absence de celui-ci.
À la mort de son protecteur en 411, il se cache auprès des barbares occupant l'Hispanie, mais à la mort de Constance III, en 421, il tente à nouveau sa chance. Mais il est bientôt livré à Honorius qui le fait exécuter à Ravenne après l'avoir exhibé au cirque, en 422.